# Aperam South America
A Aperam South America, antiga Acesita e, posteriormente, ArcelorMittal Inox Brasil, é uma empresa siderúrgica brasileira, parte do grupo Aperam. Tem escritórios no município de Belo Horizonte e sua usina está localizada em Timóteo, no interior do estado de Minas Gerais. Foi fundada em 31 de outubro de 1944 e é a única produtora integrada de aços planos inoxidáveis e siliciosos da América Latina, detendo alta tecnologia na produção de aços carbono especiais de alta liga.

## História

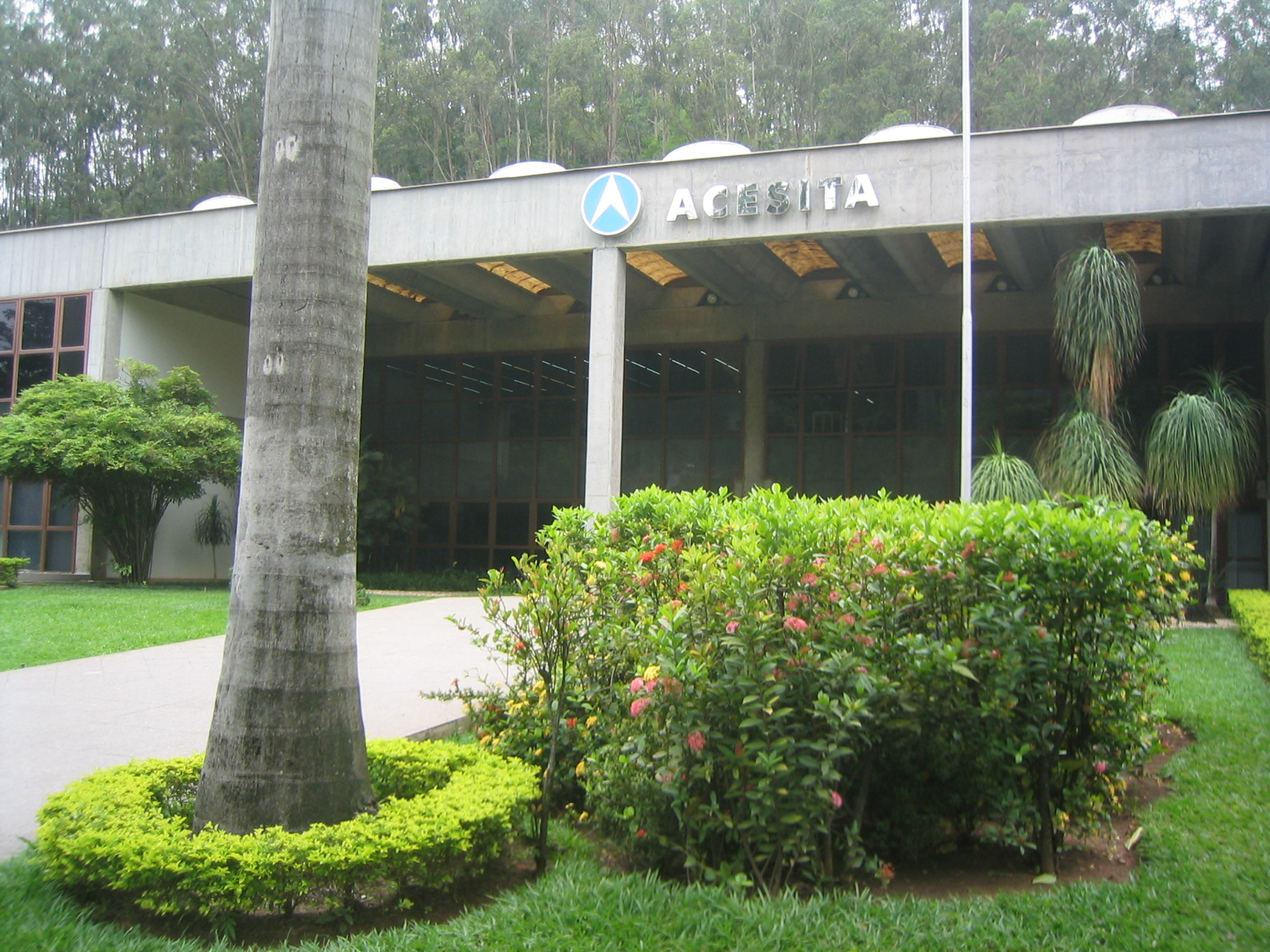
Escritório central da então Acesita em 2003

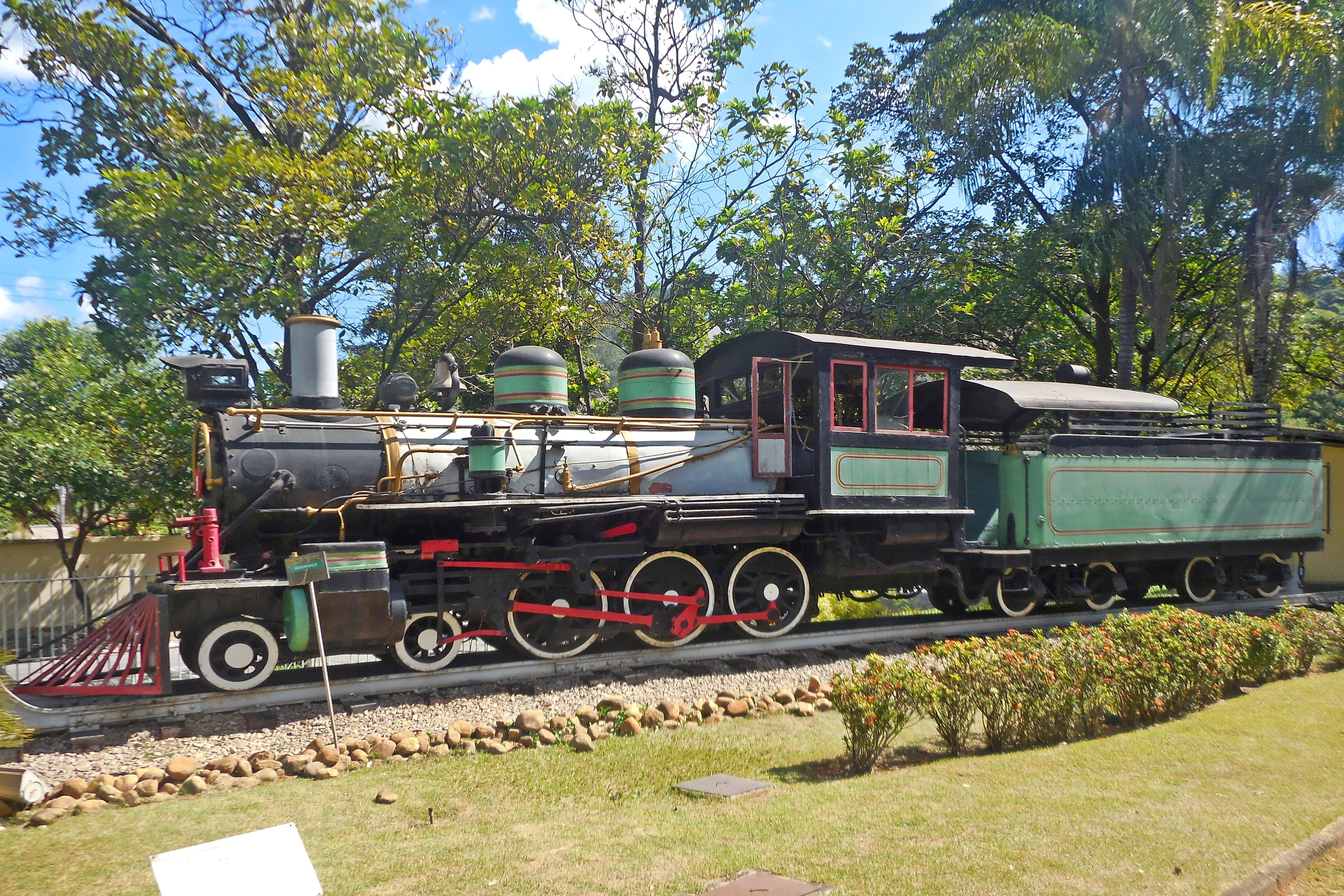
Primeira locomotiva utilizada pela Acesita, exposta no pátio da Fundação Aperam Acesita.

A demanda por aços especiais que acompanhava o contexto histórico da época, entrelaçado à decorrência da Segunda Guerra Mundial, levou à fundação da Companhia Aços Especiais de Itabira (Acesita) em 31 de outubro de 1944, como resultado de estudos da Itabira Iron feitos sob liderança do norte-americano Percival Farquhar na década de 1920. Itabira fora originalmente definida para receber o complexo, o que não foi possível devido ao relevo acidentado do município. O local escolhido, no então distrito de Timóteo, pertencente a Antônio Dias, era ocupado até então pela Fazenda Dona Angelina, de propriedade de Raimundo Alves de Carvalho, tendo sido adquirida pela Acesita em 1945. As obras foram financiadas pelo Banco do Brasil e o principal acesso dos operários incumbidos da construção até a região era por meio da Estrada de Ferro Vitória a Minas (EFVM), que mais tarde passou a servir como forma de escoamento da produção.
Durante a década de 1940, a empresa foi a responsável pela construção de diversos conjuntos residenciais destinados a servir como abrigo aos funcionários, que mais tarde deram origem a bairros como Quitandinha (o mais antigo), Bromélias, Funcionários, Vila dos Técnicos e Olaria. Além de escolas, também foram construídas quadras esportivas e clubes, onde passaram a ser organizados torneios esportivos, bailes e apresentações de teatro. Em 27 de dezembro de 1948, com a emancipação de Coronel Fabriciano, a área do complexo industrial passa a pertencer a este município. Em 1964, Timóteo se emancipa de Coronel Fabriciano e a empresa passa a estar em seu território, alterando sua sede mais tarde para Belo Horizonte. A responsabilidade dos bens prestados à população foi transferida à prefeitura de Timóteo em 1969. A implantação da Acesita marcava o início da vocação siderúrgica da região que mais tarde passaria a ser conhecida como Vale do Aço, vindo a receber a Usiminas em 1956, no então distrito fabricianense de Ipatinga, também emancipado em 1964.

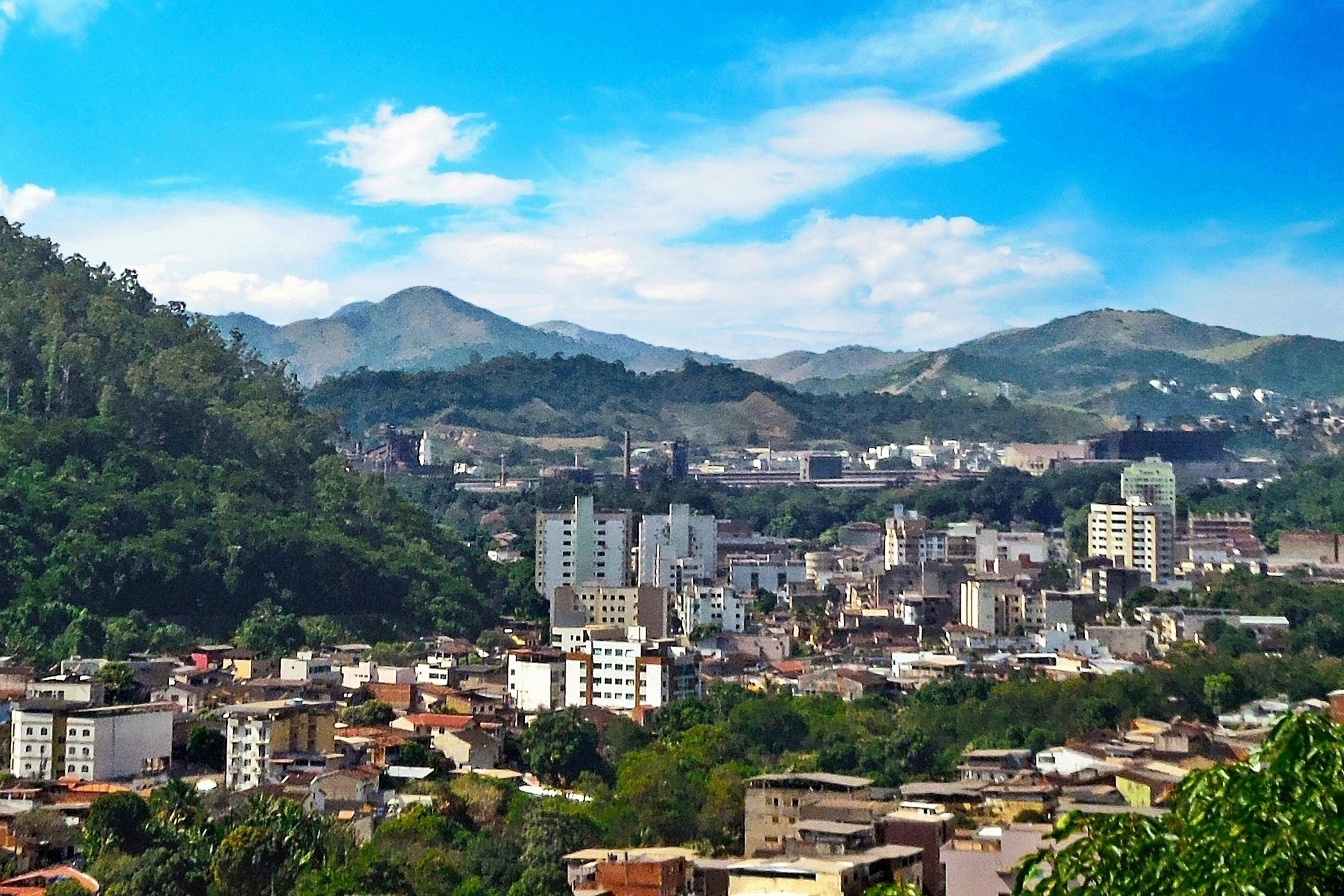
Região do Centro-Norte de Timóteo (também chamado de "Centro de Acesita", por influência histórica da empresa) com a usina da Aperam visível ao fundo.

A Acesita tinha como objetivo a autossuficiência em matéria prima e, para isso, foram adquiridas jazidas de minério de ferro em Itabira e houve a abertura de estradas ligando a usina aos centros fornecedores de carvão vegetal. Também foram construídas usinas hidrelétricas. A UHE Sá Carvalho entrou em operação em 1951 e a UHE Guilman Amorim foi inaugurada em 17 de outubro de 1999, fornecendo energia elétrica também às usinas da ArcelorMittal Aços Longos (em João Monlevade) e Samarco (em Mariana). Na década de 1970, foi criada a Acesita Energética (mais tarde Aperam Bioenergia), com objetivo de produzir carvão vegetal para suprir às necessidades da usina. Ao final da década de 1980, dispunha de 75 200 hectares em 12 municípios do leste de Minas Gerais, além de mais 156 786 hectares em quatro municípios do Vale do Jequitinhonha e 20 556 hectares entre o Espírito Santo e a Bahia.
Em 23 de outubro de 1992, foi assinada a privatização da empresa, que passava por um processo de modernização de sua mão de obra, como parte do plano de privatizações do então presidente Fernando Collor de Mello. Houve uma redução de despesa com pessoal e cargos, no entanto o número de demissões dificultava a absorção do efetivo demitido pela economia local, mesmo que as destituições tenham ocorrido gradualmente até 1994. Em 2007, a empresa foi adquirida pelo grupo ArcelorMittal, sendo seu nome modificado para ArcelorMittal Timóteo. Em janeiro de 2011, passa a fazer parte do grupo Aperam, havendo uma nova mudança de nome, para Aperam South America. Apesar das mudanças, uma parte considerável da população timotense continua a se referir à usina, bem como a todo o Centro-Norte de Timóteo (bairros próximos ao complexo), como "Acesita", dada a grande influência histórica da empresa nessa região. Uma confusão comum a forasteiros é a impressão de que Timóteo e "Acesita" são nomes de duas cidades diferentes.

## Atividades
A empresa é a única produtora integrada de aços planos inoxidáveis e siliciosos da América Latina, com desempenho que a destaca entre os grandes produtores mundiais do setor. Além disso, detém alta tecnologia na produção de aços carbono especiais de alta liga. Em dezembro de 2014, contava com cerca de 2 400 empregados diretos e tinha capacidade instalada de aproximadamente 900 mil toneladas de aço líquido e seu conselho administrativo era composto por Philippe Darmayan, Julien Jean Maurice François Onillon e Timoteo Di Maulo.
Sua usina está situada no município de Timóteo, tendo escritórios em Belo Horizonte e unidades de distribuição, fabricação e distribuição nas cidades de São Paulo, Caxias do Sul, Campinas, Sumaré e Ribeirão Pires. A Aperam Bioenergia é a encarregada da produção de carvão vegetal para uso siderúrgico, a partir de florestas de eucalipto, com principal área de atuação no Vale do Jequitinhonha.

## Atuação social

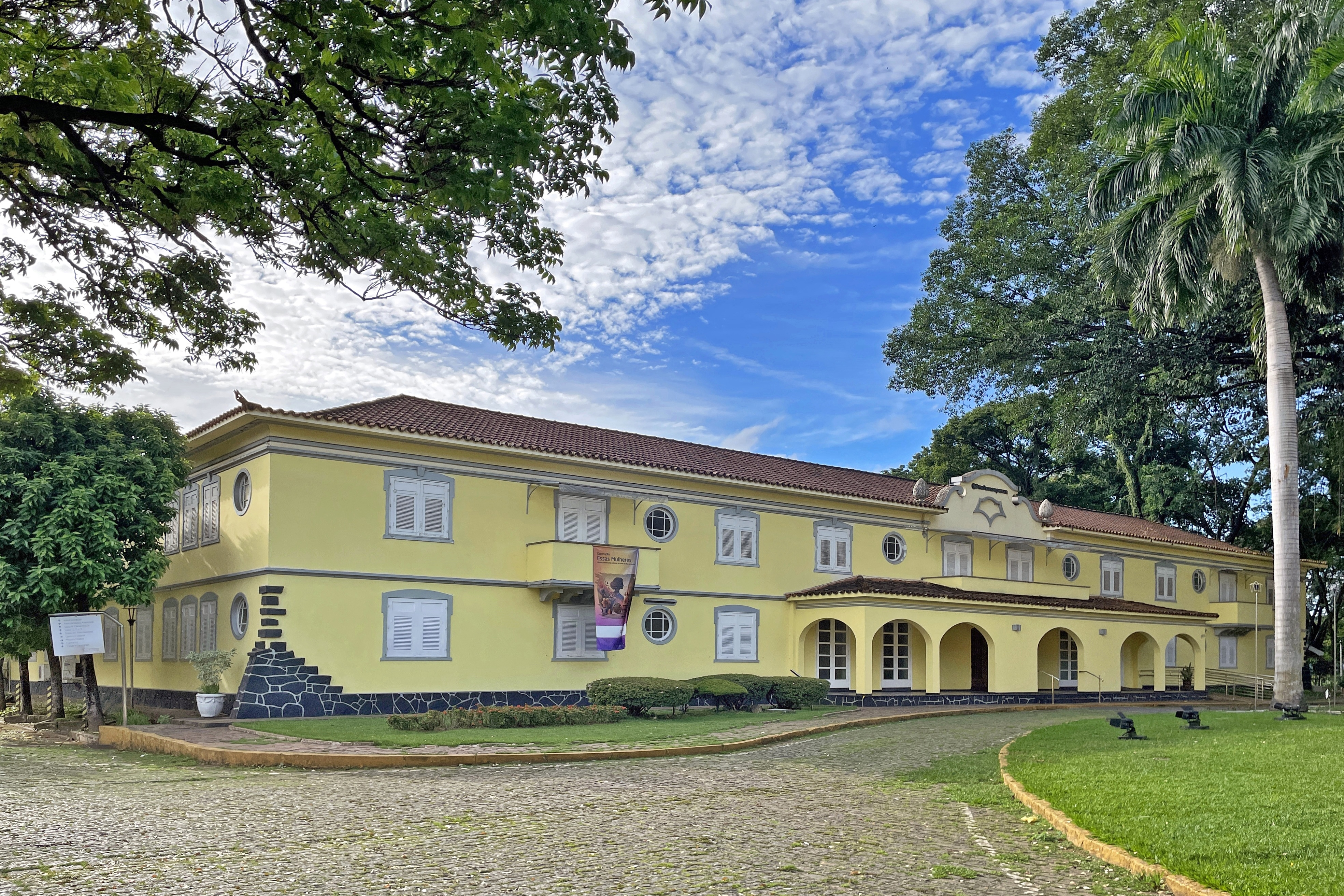
Sede da Fundação Aperam Acesita

A Fundação Aperam Acesita é uma instituição privada, voltada para o desenvolvimento populacional nas áreas de influência da Aperam South America. Instituída em junho de 1994 pela empresa, atua em parceria com órgãos públicos, instituições nacionais e internacionais, através de programas próprios ou patrocinando projetos aprovados em leis municipais, estaduais e federais. Tem uma abrangência regional e leva à população uma programação diversificada, tais como oficinas, espetáculos e apresentações teatrais e musicais.
Através do Oikós, a empresa também desenvolve programas de conservação e educação ambiental voltados para a população da Região Metropolitana do Vale do Aço. As atividades são desenvolvidas em uma reserva florestal mantida pela Aperam, localizada no perímetro urbano do município de Timóteo, com 989 hectares de mata, vizinha da maior área de Mata Atlântica do estado, o Parque Estadual do Rio Doce (PERD). Criada em 5 de junho de 1993, a reserva também abriga um Centro de Educação Ambiental, onde são desenvolvidos projetos visando à conscientização ecológica. O Programa Gestão de Áreas Verdes abrange 2 504 hectares de áreas não-urbanizadas em Timóteo, sendo incorporado ao escopo das atividades do Oikós em 2008.

## Prêmios
| Ano  | Prêmio                                         | Área        | Entidade promotora                                                 |
| ---- | ---------------------------------------------- | ----------- | ------------------------------------------------------------------ |
| 1997 | Eco Especial do Júri                           | Integral    | Câmara Americana de Comércio de São Paulo                          |
| 1997 | Cidadania                                      | Social      | Federação Mineira de Fundações (Fundamig)                          |
| 1997 | CNI de Ecologia                                | Ambiental   | Confederação Nacional da Indústria                                 |
| 1997 | Educação para a Qualidade do Trabalho          | Educacional | Ministério da Educação e Cultura                                   |
| 1997 | Nansen Araújo                                  | Educacional | Federação das Indústrias do Estado de Minas Gerais (Fiemg)         |
| 1999 | Aberje                                         | Integral    | Associação Brasileira de Comunicação Empresarial                   |
| 1999 | Eco                                            | Cultural    | Câmara Americana de Comércio de São Paulo                          |
| 2001 | Bonsucesso                                     | Cultural    | Amparc                                                             |
| 2001 | Fundação Banco do Brasil de Tecnologia Social  | Social      | Fundação Banco do Brasil                                           |
| 2001 | Guia Exame de Boa Cidadania Corporativa        | Social      | Conselho de Cidadania Empresarial da Fiemg                         |
| 2002 | Voluntários das Gerais                         | Social      | Exame                                                              |
| 2002 | Empresarial da Fiemg                           | Social      | Exame                                                              |
| 2003 | Excelência Empresarial                         | Integral    | Associação de Comércio, Serviços e Agropecuária de Itabira (ACITA) |
| 2003 | LIF – Liberdade, Igualdade e Fraternidade      | Ambiental   | Câmara de Comércio França-Brasil                                   |
| 2003 | TOP Social                                     | Social      | Associação de Dirigentes de Vendas e Marketing do Brasil (ADVB)    |
| 2003 | Ser humano                                     | Ambiental   | Associação Brasileira de Recursos Humanos (ABRH)                   |
| 2003 | Minas Ecologia                                 | Ambiental   | Associação Mineira de Defesa ao Meio Ambiente (AMDA)               |
| 2003 | Guia Exame de Boa Cidadania Corporativa        | Integral    | Exame                                                              |
| 2004 | Empresa Modelo de Responsabilidade Social      | Integral    | Exame                                                              |
| 2005 | Ser Humano                                     | Ambiental   | Associação Brasileira de Recursos Humanos (ABRH)                   |
| 2006 | Ser Humano                                     | Ambiental   | Associação Brasileira de Recursos Humanos (ABRH)                   |
| 2006 | Medalla a la Integración Simón Bolivar         | Integral    | Câmara Internacional de Pesquisas e Integração Social (CIPIS)      |
| 2007 | Empresa Modelo de Responsabilidade Social      | Integral    | Exame                                                              |
| 2007 | Organização Parceira                           | Social      | Centro de Voluntariado de São Paulo                                |
| 2008 | Benchmarking Ambiental Brasileiro              | Ambiental   | Mais Projetos Corporativos                                         |
| 2009 | Gestão de Responsabilidade Ambiental           | Ambiental   | ONG Zeladoria do Planeta                                           |
| 2010 | 150 Melhores Empresas para Você Trabalhar      | Empresarial | Exame                                                              |
| 2011 | 150 Melhores Empresas para Você Trabalhar      | Empresarial | Exame                                                              |
| 2011 | 21 Empresas-Modelo em responsabilidade social  | Social      | Exame                                                              |
| 2012 | 150 Melhores Empresas para Você Trabalhar      | Empresarial | Exame                                                              |
| 2012 | Melhores Fornecedores da Whirlpool - Qualidade | Empresarial | Whirlpool                                                          |
| 2013 | 150 Melhores Empresas para Você Trabalhar      | Empresarial | Exame                                                              |
| 2013 | Gestão da Biodiversidade                       | Ambiental   | Exame                                                              |
| 2013 | SiemensVAI de Automação                        | Empresarial | Associação Brasileira de Metalurgia, Materiais e Mineração (ABM)   |
| 2013 | Supply Star - Melhor Atendimento Comercial     | Empresarial | Technip                                                            |

E de acordo com a pesquisa FIA Employee Experience, a empresa foi reconhecida como um lugar incrível para trabalhar, porte grande, no Brasil, em 2020.